# 유의경
유의경(劉義慶, 403년 ∼ 444년 2월 26일)은 중국 위진남북조 송(宋)나라의 문학가이다. 팽성(彭城) 수리[綬里: 지금의 장쑤성(江蘇省) 쉬저우시(徐州市) 퉁산구(銅山區)] 사람이다. 위진남북조 때의 송나라를 일명 ‘유송(劉宗)’이라고도 하는데 개국 황제가 유유(劉裕)이기 때문이다. 송나라 개국 황제인 무제(武帝) 유유(劉裕)의 조카가 바로 유의경이다. 송나라 개국 후 유의경은 임천왕(臨川王)에 습봉되었으며 상서좌복야(尙書左僕射)·단양윤(丹陽尹)·형주자사(荊州刺史) 등을 역임했다. 사후에 시중(侍中)과 사공(司空)에 추증되었으며 강왕(康王)이라는 시호를 받았다.
유의경은 문학을 좋아했으며 많은 문인들을 초빙, 함께 여러 저작을 편찬했다. ≪선험기≫를 비롯하여 ≪세설신어(世說新語)≫·≪유명록(幽明錄)≫·≪소설(小說)≫·≪서주선현전(徐州先賢傳)≫·≪강좌명사전(江左名士傳)≫·≪의경집(義慶集)≫·≪집림(集林)≫ 등 많은 작품을 저술했는데, ≪세설신어≫를 제외하고는 모두 망실되었다. ≪송서(宋書)≫ 권51과 ≪남사(南史)≫ 권13에 그의 전(傳)이 있다.